# Fairview (Ohio)
Fairview é uma vila localizada no estado norte-americano de Ohio, no Condado de Belmont e Condado de Guernsey.

## Demografia
Segundo o censo norte-americano de 2000, a sua população era de 81 habitantes.
Em 2006, foi estimada uma população de 82, um aumento de 1 (1.2%).

## Geografia
De acordo com o United States Census Bureau tem uma área de 1,1 km², dos quais 1,1 km² cobertos por terra e 0,0 km² cobertos por água. Fairview localiza-se a aproximadamente 284 m acima do nível do mar.

## Localidades na vizinhança
O diagrama seguinte representa as localidades num raio de 16 km ao redor de Fairview.